# Anacardium amapaense
Anacardium amapaense är en sumakväxtart som beskrevs av J.D. Mitchell. Anacardium amapaense ingår i släktet cashewsläktet, och familjen sumakväxter. Inga underarter finns listade i Catalogue of Life.